# Ньомбла, Ньонсиан
Ньонсиан Ньомбла (фр. Gnonsiane Niombla, родилась 9 июля 1990 года в Вийёрбане) — французская гандболистка, разыгрывающая клуба «Париж 92» и женской сборной Франции.

## Карьера в сборной
Первую игру Ньонсиан провела 20 марта 2013 года против России. Под руководством тренера Алена Порте она выступала на чемпионате мира в Сербии в 2013 году, где сыграла 5 матчей и забила 10 голов. По ходу турнира Ньонсиан получила травму и была заменена Дунией Абдураим. На Олимпиаде в Лондоне именно 7-метровый бросок Ньомбла позволил команде победить Испанию в четвертьфинале и дойти до финала и серебряных медалей.

## Достижения

### Клубные
- Чемпионка Франции: 2015
- Победительница Кубка Франции: 2014
- Победительница Кубка лиги: 2015, 2016

### В сборной
- Серебряный призёр Олимпийских игр: 2016
- Чемпионка мира: 2017
- Чемпионка Европы: 2018

## Награды и звания
30 ноября 2016 года было присвоено звание кавалера ордена «За заслуги».